# Navigation à vue
La navigation à vue est une technique de navigation qui consiste à estimer sa position sans aucun instrument à l'aide des repères extérieurs, amers terrestres ou en mer, routes ou voies ferrées, monuments remarquables  pour un aéronef).

## Navigation hors zone de dangers
Hors zone de dangers, la navigation à vue présente l'avantage d'être une méthode rapide, qui évite de faire un point tout en se situant sur une carte. En revanche, la visibilité étant nécessaire, toute restriction (pluie, brouillard, neige, etc.) à une vision correcte handicape cette méthode.

## Navigation en zone de dangers
En chenalage ou en entrée de port, le navigateur n'a pas le temps de porter son point sur la carte, il navigue à vue et utilise la navigation par alignements. Le parcours imposé est mémorisé comme une suite d'alignements, cette navigation est la plus précise et sécurisée dans la mesure où la visibilité est bonne. Les pilotes travaillent de cette manière qui permet de corriger le cap instantanément.